# 아야미 세라
아야미 세라(일본어: 彩海 せら あやみ せら[*], 12월 2일 - )는 다카라즈카 가극단 츠키구미에 소속된 남역이다.
가고시마현 카고시마시 출신, 카고시마여자고등학교 출신이다. 키 169cm, 애칭은 "아미(あみ)"이다.

## 약력
2014년, 다카라즈카 음악학교에 입학,
2016년, 다카라즈카 가극단 102기생으로 입단. 호시구미 공연 「박쥐/ THE ENTERTAINER!」로 초무대. 그 후, 유키구미에 배속.
2019년, 「미부의사전」으로 신인공연 첫 주연. 입단 4년차 때의 발탁. 102기에서 첫 주연(히로인) 경험자가 되었다.
2022년 1월 26일자로 츠키구미로 이동.

## 인물
아이돌이나 배우를 다수 배출하고 있는 OG가 열은 현지의 스쿨에 초등학교 1학년부터 다니며 소양을 닦았다. 동향이자 동기인 아마토 카논도 같은 스쿨 출신이다.
동경하는 상급생은 오토즈키 케이

## 주요 무대
| 기간 (월)       | 소속 | 제목                                            | 공연장                                    | 배역                                                             | 비고                                    |
| --------------- | ---- | ----------------------------------------------- | ----------------------------------------- | ---------------------------------------------------------------- | --------------------------------------- |
| 2016년          |      |                                                 |                                           |                                                                  |                                         |
| 3- 4            | 호시 | 박쥐                                            | 다카라즈카 대극장                         |                                                                  | 초무대                                  |
| 3- 4            | 호시 | THE ENTERTAINER!                                | 다카라즈카 대극장                         |                                                                  | 초무대                                  |
| 6 - 8           | 유키 | 로마의 휴일                                     | 중일극장 아카사카ACT시어터 우메다예술극장 |                                                                  |                                         |
| 10 - 12         | 유키 | 사립탐정 케이레브 헌트                          | 다카라즈카 대극장 도쿄 다카라즈카 극장    | 트레버 (신인공연)                                                | 본역 : 아가타 센                        |
| 10 - 12         | 유키 | Greatest HITS!                                  | 다카라즈카 대극장 도쿄 다카라즈카 극장    |                                                                  |                                         |
| 2017년          |      |                                                 |                                           |                                                                  |                                         |
| 2               | 유키 | New Wave! -유키-                                | 바우홀                                    |                                                                  |                                         |
| 4 - 7           | 유키 | 막말태양전                                      | 다카라즈카 대극장 도쿄 다카라즈카 극장    | 쿠라조의 아들 세이시치 (신인공연) / 이키가리의 쵸우지 (신인공연) | 본역 : 토와키 세아 / 본역 : 유메 마오토 |
| 4 - 7           | 유키 | Dramatic “S”!                                   | 다카라즈카 대극장 도쿄 다카라즈카 극장    |                                                                  |                                         |
| 8 - 9           | 유키 | CAPTAIN NEMO                                    | 일본청년관 드라마시티                     | 미샤                                                             |                                         |
| 11 - 2018년 2월 | 유키 | 빛이 흐르는 길 ~혁명가 맥시밀리안 로베스피에르~ | 다카라즈카 대극장 도쿄 다카라즈카 극장    | 취객 프랑스와 안리오 (신인공연)                                  | 본역 : 아가타 센                        |
| 11 - 2018년 2월 | 유키 | SUPER VOYAGER!                                  | 다카라즈카 대극장 도쿄 다카라즈카 극장    |                                                                  |                                         |
| 2018년          |      |                                                 |                                           |                                                                  |                                         |
| 3 - 4           | 유키 | 진정한 군상                                     | 전국투어                                  | 타카다 키요사쿠                                                  |                                         |
| 3 - 4           | 유키 | SUPER VOYAGER!                                  | 전국투어                                  |                                                                  |                                         |
| 6 - 9           | 유키 | 개선문                                          | 다카라즈카 대극장 도쿄 다카라즈카 극장    | 검은 그림자 하이메 알발레스 (신인공연)                           | 본역 : 아사미 준                        |
| 6 - 9           | 유키 | Gato Bonito!!                                   | 다카라즈카 대극장 도쿄 다카라즈카 극장    |                                                                  |                                         |
| 11 - 2019년 2월 | 유키 | 팬텀                                            | 다카라즈카 대극장 도쿄 다카라즈카 극장    | 어린 에릭 필립 드 샹동 백작 (신인공연)                           | 본역 : 아야나기 쇼 ㆍ아사미 준          |
| 2019년          |      |                                                 |                                           |                                                                  |                                         |
| 3 - 4           | 유키 | PR×PRince                                       | 바우홀                                    | 발테리                                                           |                                         |
| 5 - 9           | 유키 | 미부의사전                                      | 다카라즈카 대극장 도쿄 다카라즈카 극장    | 요시무라 카이치로 요시무라 칸이치로 (신인공연)                   | 본역 : 노조미 후토                      |
| 5 - 9           | 유키 | Music Revolution!                               | 다카라즈카 대극장 도쿄 다카라즈카 극장    |                                                                  |                                         |
| 10 - 11         | 유키 | 날아올라라 황금 날개여                          | 전국투어                                  | 지노                                                             |                                         |
| 10 - 11         | 유키 | Music Revolution!                               | 전국투어                                  |                                                                  |                                         |
| 2020년          |      |                                                 |                                           |                                                                  |                                         |
| 1 - 2           | 유키 | ONCE UPON A TIME IN AMERICA                     | 다카라즈카 대극장                         | 도미닉 지미 (신인공연)                                           | 본역 : 아야나기 쇼                      |
| 2 - 3           | 유키 | ONCE UPON A TIME IN AMERICA                     | 도쿄 다카라즈카 극장                      | 도미닉                                                           |                                         |
| 9 - 10          | 유키 | NOW! ZOOM ME!!                                  |                                           |                                                                  |                                         |
| 2021년          |      |                                                 |                                           |                                                                  |                                         |
| 1 - 4           | 유키 | fff -포르티시시모-                              | 다카라즈카 대극장 도쿄 다카라즈카 극장    | 청년 루드비히                                                    |                                         |
| 1 - 4           | 유키 | 실크로드 ~도적과 보석~                          | 다카라즈카 대극장 도쿄 다카라즈카 극장    |                                                                  |                                         |
| 6               | 유키 | 베네치아의 문장                                 | 전국투어                                  | 엔리코 바드엘                                                    |                                         |
| 6               | 유키 | 르 포아종 사랑의 미약 -Again-                   | 전국투어                                  |                                                                  |                                         |
| 8 - 11          | 유키 | CITY HUNTER                                     | 다카라즈카 대극장 도쿄 다카라즈카 극장    | 코바야시 유타카 믹 엔젤 (신인공연)                               | 본역 : 아사미 준                        |
| 8 - 11          | 유키 | Fire Fever!                                     | 다카라즈카 대극장 도쿄 다카라즈카 극장    |                                                                  |                                         |
| 2022년          |      |                                                 |                                           |                                                                  |                                         |
| 1               | 유키 | Sweet Little Rock 'n' Roll                      | 바우홀                                    | 로버트                                                           |                                         |
| 5               | 츠키 | 부에노스아이레스의 바람                         | 일본청년관 드라마시티                     | 마르셀로                                                         |                                         |
| 7 - 10          | 츠키 | 위대한 개츠비                                   | 다카라즈카 대극장 도쿄 다카라즈카 극장    |                                                                  |                                         |